# Hans Rothfels
Hans Rothfels (Kassel, 12 de abril de 1891 — Tubinga, 22 de junho de 1976) foi um historiador nacionalista e conservador alemão. Ele defendeu a ideia de um Estado alemão autoritário, a dominância da Alemanha sobre a Europa e a hostilidade aos vizinhos orientais do país. Após ter seus pedidos pelo status ariano honorário rejeitados devido à sua descendência judaica e por causa da grande perseguição dos judeus pelos nazistas, ele foi forçado a emigrar para a Grã-Bretanha e depois para os Estados Unidos durante a Segunda Guerra Mundial logo após se opor ao regime nazista. Rothfels retornou à Alemanha após 1945, onde continuou a influenciar o ensino de história e se tornou uma figura influente entre os estudiosos da Alemanha Ocidental.

## Biografia
Rothfels nasceu de uma rica família judia em Kassel, no estado de Hesse, Alemanha. Em 1910, ainda antes do início da Primeira Guerra Mundial, ele se converteu ao luteranismo. Ele se converteu ao protestantismo antes do início da Primeira Guerra Mundial. Quando a guerra estourou, em 1914, ele estava estudando história e filosofia na Universidade de Heidelberg, sendo inclusive, um dos principais alunos de Friedrich Meinecke. Rothfels serviu no exército alemão como oficial de reserva e ficou gravemente ferido perto de Soissons. Ele perdeu uma de suas pernas e ficou em um hospital até meados de 1917, e foi premiado com a Cruz de Ferro, Segunda Classe. Em 1918, a dissertação de Rothfels intitulada Carl Von Clausewitz: Politik und Krieg, levou a Universidade de Heidelberg a conceder-lhe um diploma em História e, em 1920, sua dissertação foi publicada como um livro. Em 1922, ele editou e publicou uma coleção de cartas particulares de Clausewitz. Além disso, Rothfels publicou várias coleções de cartas de Otto von Bismarck, e foi o primeiro historiador a ser autorizado pela família Bismarck a publicar a correspondência do chanceler de ferro. Rothfels era conhecido por sua afirmação de que Bismarck não era nem o "chanceler de ferro" da "lenda banal" nem um "oportunista", mas sim um homem profundamente religioso que lutava para lidar com uma realidade cuja complexidade total só era compreendida por Deus.
Entre 1924 e 1926, Rothfels lecionou na Universidade de Berlim. De 1926 a 1934, trabalhou como professor, ocupando a cadeira de História na Universidade de Königsberg. Como historiador, seus principais interesses eram Otto von Bismarck, Carl von Clausewitz e, mais tarde, a oposição conservadora alemã a Adolf Hitler. Um grande interesse de Rothfels na década de 1920 foi sua crença na obsolescência do Estado-nação e a necessidade de um "afrouxamento" das fronteiras de Versalhes através de uma maior proteção das minorias.
Apesar de apoiar a política de direita (segundo alguns, ele poderia ter votado em Hitler em 1932), ele estava sujeito à crescente perseguição, sendo judeu de nascimento. Eventualmente, Rothfels foi forçado a deixar seu cargo universitário devido a sua ascendência judaica, e, apesar da intervenção de Hermann Rauschning, o presidente nazista do Senado de Danzigue e, Theodor Oberlander, diretor da Liga Alemã Oriental (Bund der Deutschen Osten) e da Agência de Inteligência Prussiana do Partido Nacional Socialista dos Trabalhadores Alemães, Hans foi proibido de ensinar. Sujeito à crescente perseguição e discriminação pelo Estado, ele relutantemente deixou a Alemanha em 1938 para a Grã-Bretanha. O ponto decisivo para ele foi sua experiência durante o pogrom Kristallnacht, quando sua casa foi saqueada e destruída pela SA, sendo ele próprio preso e mantido pela Gestapo por várias horas, durante as quais ele foi privado de suas muletas e espancado. Junto à esposa e os três filhos, Rothfels partiu para o Reino Unido, onde rapidamente começou a aprender inglês, uma língua que posteriormente dominou.

### Exílio
Depois de ensinar no St John's College (Cambridge), de 1938 a 1940, Rothfels foi internado na Ilha de Man. Durante esse período, sua única publicação conhecida foi um ensaio em 1940, no qual ele discutiu a atuação soviética e alemã nos Países Bálticos. Rothfels partiu para os Estados Unidos, onde permaneceu até 1951, e obteve a cidadania norte-americana. Ele lecionou na Brown University, em Providence, Rhode Island e na Universidade de Chicago, em Chicago, Illinois, onde se tornou professor. Considerando seu ponto de vista na época, era surpreendente aos seus contemporâneos que Rothfels tenha sido forçado a deixar a Alemanha. Durante seu tempo nos Estados Unidos, ele fez amizade com o editor americano Henry Regnery e se envolveu ativamente no Partido Republicano.

### Retorno à Alemanha
Em 1951, Rothfels retornou à Alemanha Ocidental onde lecionou na Universidade de Tübingen. Ele trabalhou pelo resto de sua vida para exonerar o nacionalismo alemão da mácula do nazismo. Após seu retorno à Alemanha, Rothfels fundou o Institut für Zeitgeschichte (Instituto de História Contemporânea), um centro de estudos históricos dedicado ao período nazista. O jornal do instituto, o Vierteljahrshefte für Zeitgeschichte (Jornal de História Contemporânea), tornou-se um dos principais periódicos do mundo para o estudo da Alemanha Nazista e, em poucos anos, teve a maior circulação de qualquer revista histórica na Alemanha Ocidental. Durante a década de 1950, Rothfels foi um dos poucos historiadores alemães que tentaram um exame sério do Holocausto, que era um assunto que a maioria dos historiadores alemães preferiu ignorar durante aquela década. Em particular, ele inovou ao publicar os relatórios de Kurt Gerstein relativos à Solução Final na primeira edição do Vierteljahrshefte für Zeitgeschichte em 1953 e outro artigo em 1959 que examinava a situação dos judeus poloneses sob o domínio nazista. Em suas obras, Rothfels visava minimizar a hostilidade alemã aos judeus, ao mesmo tempo em que destacava quaisquer tentativas de salvá-los por indivíduos alemães. Crimes e apoio ao antissemitismo foram subestimados, assim seu texto produziu uma visão da história na qual, por exemplo, os anos 1930 estavam virtualmente ausentes do antissemitismo, e os alemães não-judeus estavam completamente dispostos a ajudar os judeus.
Após seu retorno à Alemanha, Rothfels foi um pioneiro da História Contemporânea. Para ele, a história contemporânea era o estudo do passado recente, onde a falta de documentação causada pelo estudo de eventos tão próximos do passado e o desafio de escrever sobre os acontecimentos experimentados exigiam paciência e habilidades especiais que eram parte da capacidade do historiador. Na prática, a expressão história contemporânea passou indicar o período histórico a partir de 1914.